# Jielkká-Rijmagåbbå naturreservat
Jielkká-Rijmagåbbå naturreservat är ett naturreservat i Jokkmokks kommun i Norrbottens län.
Området är naturskyddat sedan 2019 (gällande från 2022) och är 377 kvadratkilometer stort. Reservatet ligger väster om Porjus vid kanten av fjällkedjan och består av  gamla barrskogar och vidsträckta myrmarker samt sjöar och bäckar.